# Baworiw
Baworiw (ukrainisch Баворів; russisch Баворов Baworow, polnisch Baworów) ist ein Dorf im Zentrum der ukrainischen Oblast Ternopil mit etwa 500 Einwohnern (2022).
Das erstmals 1522 schriftlich erwähnte Dorf, andere Quellen nennen das Jahr 1411 bzw. 1439,  gehört administrativ zur Landgemeinde Welyki Haji (Великогаївська сільська громада Welykohajiwska silska hromada) im Südosten des Rajon Ternopil.
Die Ortschaft liegt auf einer Höhe von 328 m am Ufer des Hnisna (Гнізна), einem 81 km langen, linken Nebenfluss des Seret, 14 km südöstlich vom Gemeindezentrum Welyki Haji und 20 km südöstlich vom Rajon- und Oblastzentrum Ternopil.

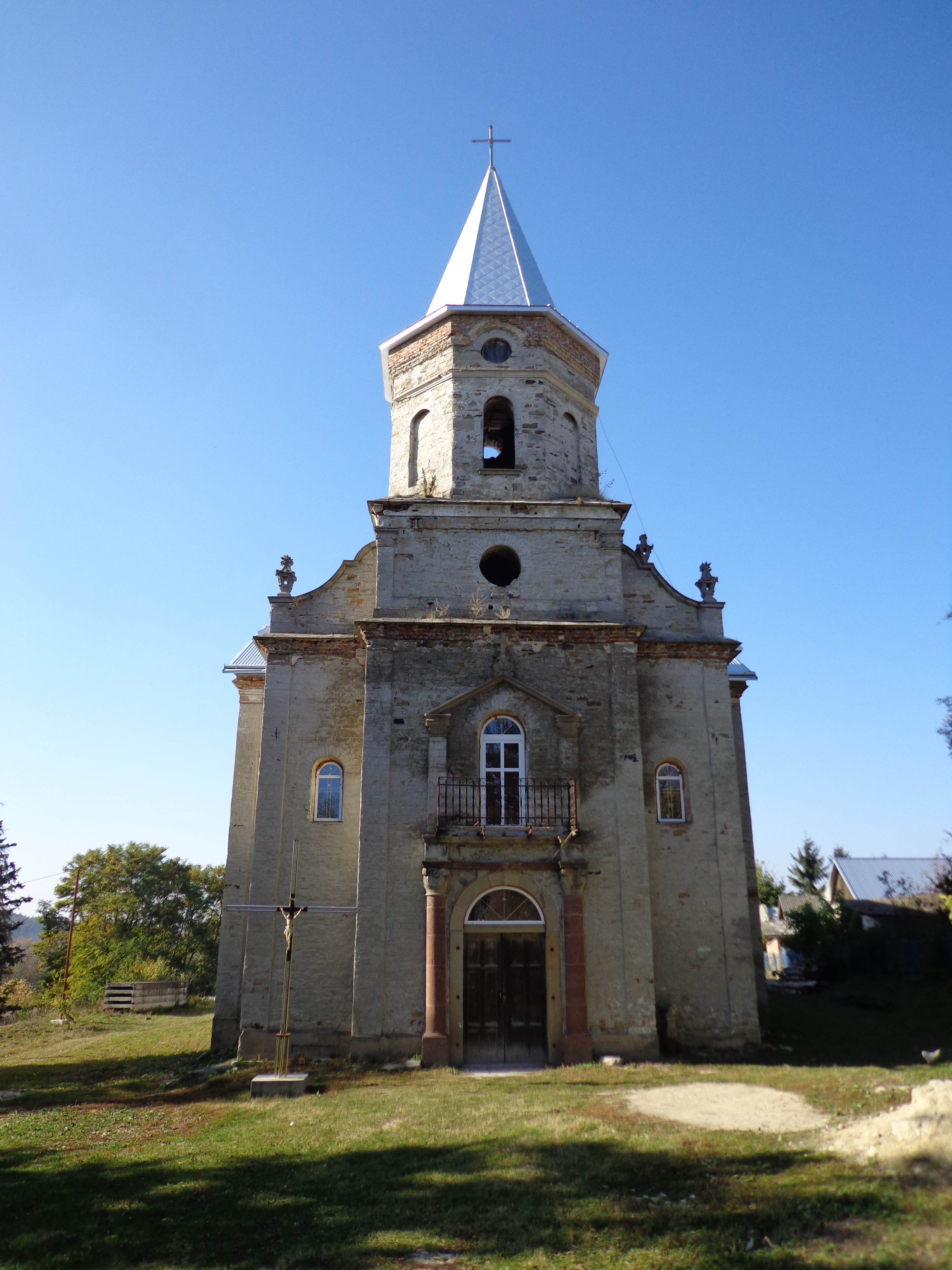
St.-Wenceslaus-Kirche im Dorf
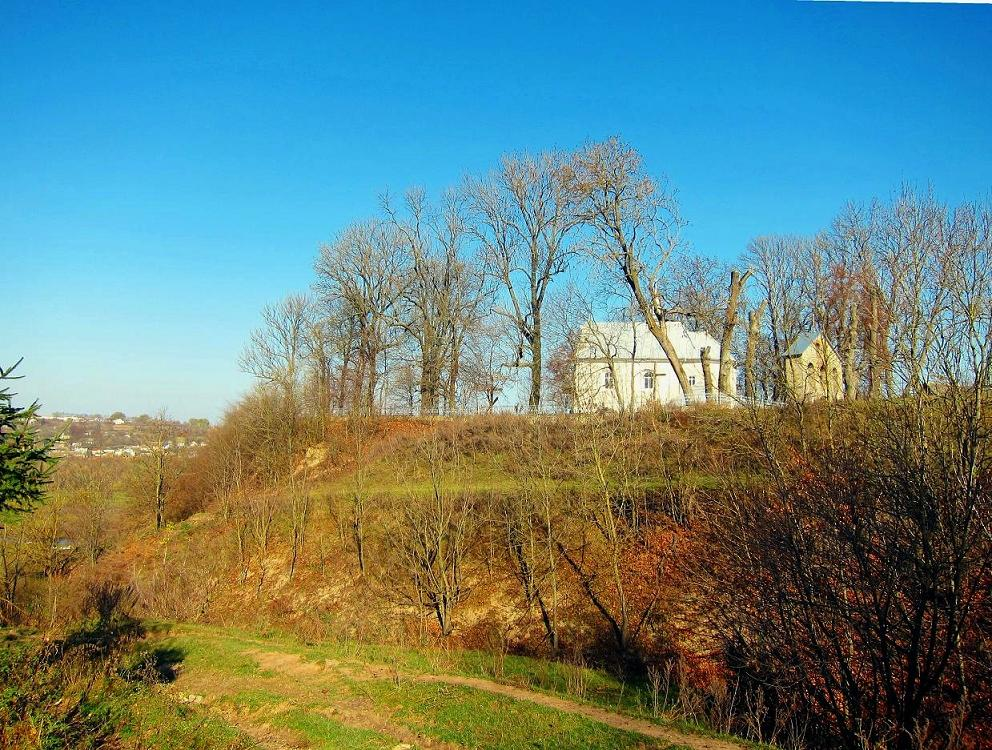
Burgberg mit der ehem. Burgkapelle Geburtskirche Johannes des Täufers von 1747
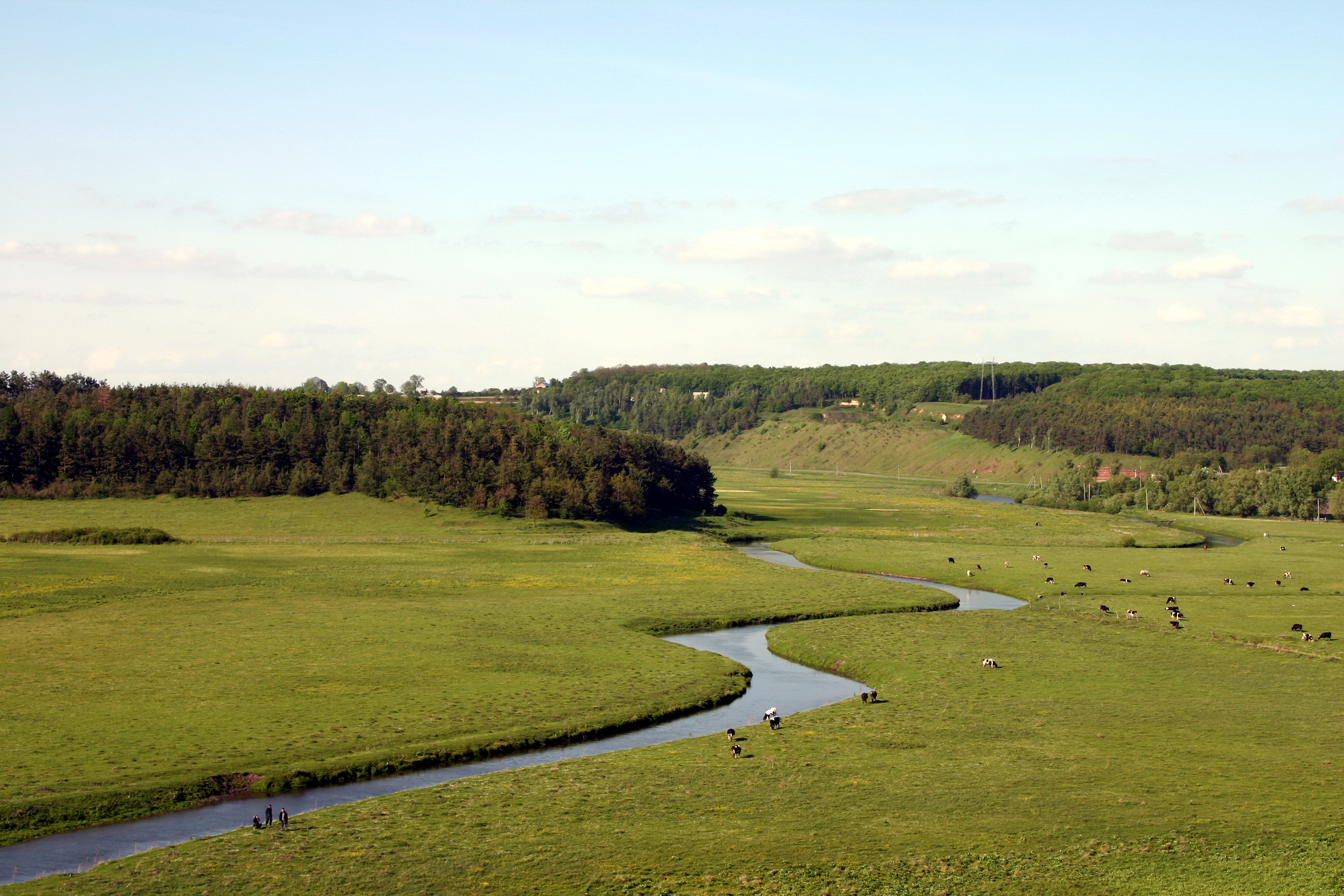
Die Hnisna bei Baworiw